# Rhodochlora
Rhodochlora is een geslacht van vlinders van de familie spanners (Geometridae), uit de onderfamilie Geometrinae.

## Soorten
- R. albipuncta Warren, 1909
- R. basicostalis Dognin, 1900
- R. brunneipalpis Warren, 1894
- R. endognoma Prout, 1916
- R. exquisita Warren, 1905
- R. gaujoniaria Dognin, 1892
- R. mathani Prout, 1932
- R. niepelti Prout, 1932
- R. roseipalpis Felder, 1875
- R. rothschildi Warren, 1901
- R. rufaria Warren, 1909
- R. tornistriga Prout, 1916
- R. trifasciata Warren, 1909
- R. ustimargo Warren, 1909